# Józef Mycielski (historyk)
Józef Mycielski z Mycielina herbu Dołęga (ur. 25 marca 1855, zm. 13 kwietnia 1918) – historyk, publicysta.

## Życiorys
Józef Mycielski urodził się 25 marca 1855 roku i był synem Stanisława, właściciela dóbr Wydawy k. Ponieca i Marii z Turnów. W1872 roku po ukończeniu we Wrocławiu szkoły realnej na uniwersytecie w Krakowie i Wrocławiu studiował historię i literaturę, a w latach 1877–1879 również nauki rolnicze i ekonomię w Halle-Wittenberg. Zwiedził szereg krajów w trakcie studiów i w latach następnych. M.in. dłużej przebywał w Wielkiej Brytanii, a tam z tamtejszą emigracją i angielskimi sympatykami Polski nawiązał trwałe kontakty. Później korzystał z tego w swej działalności publicystycznej. Około 1880, po powrocie na stałe do kraju objął zarząd rodzinnego majątku. W 1885 odziedziczył dobra Kobylepole i Spławie k. Poznania po swym stryjecznym dziadku Józefie, natomiast Wydawy odstąpił swemu bratu Janowi Kazimierzowi. Sam zamieszkał w Kobylempolu. Od 1880 uczestniczył w pracach Poznańskiego Towarzystwa Przyjaciół Nauk. Współpracował przy projektowanym słowniku polskich nazw geograficznych z Wydziałem Filologicznym AU. Po załamaniu się prób ugody z Prusami w erze Capriviego niejednokrotnie występował na łamach prasy lokalnej z krytyką polityki rządu pruskiego, a także wobec opinii niemieckiej i angielskiej. Domagał się dla mniejszości polskiej tolerancji oraz przedstawiał kolejne etapy ograniczania nauczania języka polskiego, a także postulował ułatwienia nauki religii w języku polskim. Uzyskał mandat poselski w wyborach do sejmu pruskiego 1903, ale jego karierę parlamentarną uniemożliwiła choroba i od tego czasu nie brał żadnego udziału w życiu publicznym. Zmarł 13 kwietnia 1918 w Kobylempolu.
Od 1883 był żonaty z Zofią Taczanowską h. Jastrzębiec, z którą miał córkę Katarzynę oraz czterech synów: Macieja, Stanisława, Wojciecha i Władysława. Najstarszy Maciej urodzony w 1885 zmarł w 1902, Stanisław żył w latach 1891–1965, właściciel Kobylegopola, bibliofil i literat, uczestniczył, podobnie jak pozostali bracia, w powstaniu wielkopolskim i w kampanii wrześniowej 1939, Wojciech żyjący w latach 1892–1942 był właścicielem dóbr Wydawy, Władysław w latach 1894–1941, właściciel Spławia.

## Publikacje
- Pierwotne słowiańskie nazwiska na Szląsku pruskim (1900)[2]
- Słowiańskie nazwy miejscowości w monarchii austro-węgierskiej (1903, dodatek do "Kuryera Poznańskiego" Nr 519)[3][1].